# Голубев, Фёдор Матвеевич
Фёдор Матвеевич Голубев — советский хозяйственный, государственный и политический деятель, Герой Социалистического Труда.

## Биография
Родился в 1932 году в деревне Хлюсты. Член КПСС.
С 1950 года — на хозяйственной, общественной и политической работе. В 1950—1993 гг. — шахтёр в Московском угольном бассейне, вальщик леса в Майском леспромхозе Курумканского района Бурятской АССР, ригадир укрупнённой лесозаготовительной бригады Карапчанского комплексного леспромхоза производственного объединения «Усть-Илимский лесопромышленный комплекс» Министерства лесной промышленности СССР.
Указом Президиума Верховного Совета СССР от 25 марта 1988 года присвоено звание Героя Социалистического Труда с вручением ордена Ленина и золотой медали «Серп и Молот».
Почётный гражданин муниципального образования «Усть-Илимский».
Умер в Усть-Илимске в 1993 году.